# Liocranchia valdiviae
Liocranchia valdiviae är en bläckfiskart som beskrevs av Chun 1910. Liocranchia valdiviae ingår i släktet Liocranchia och familjen Cranchiidae. Inga underarter finns listade i Catalogue of Life.

## Bildgalleri

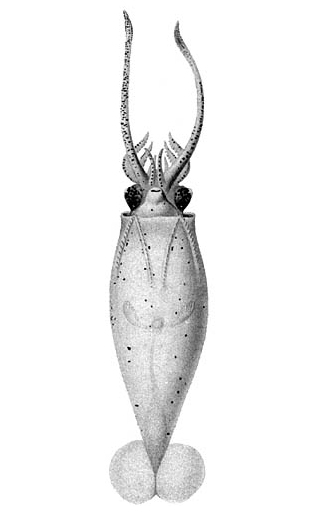